# Aviones de tres superficies

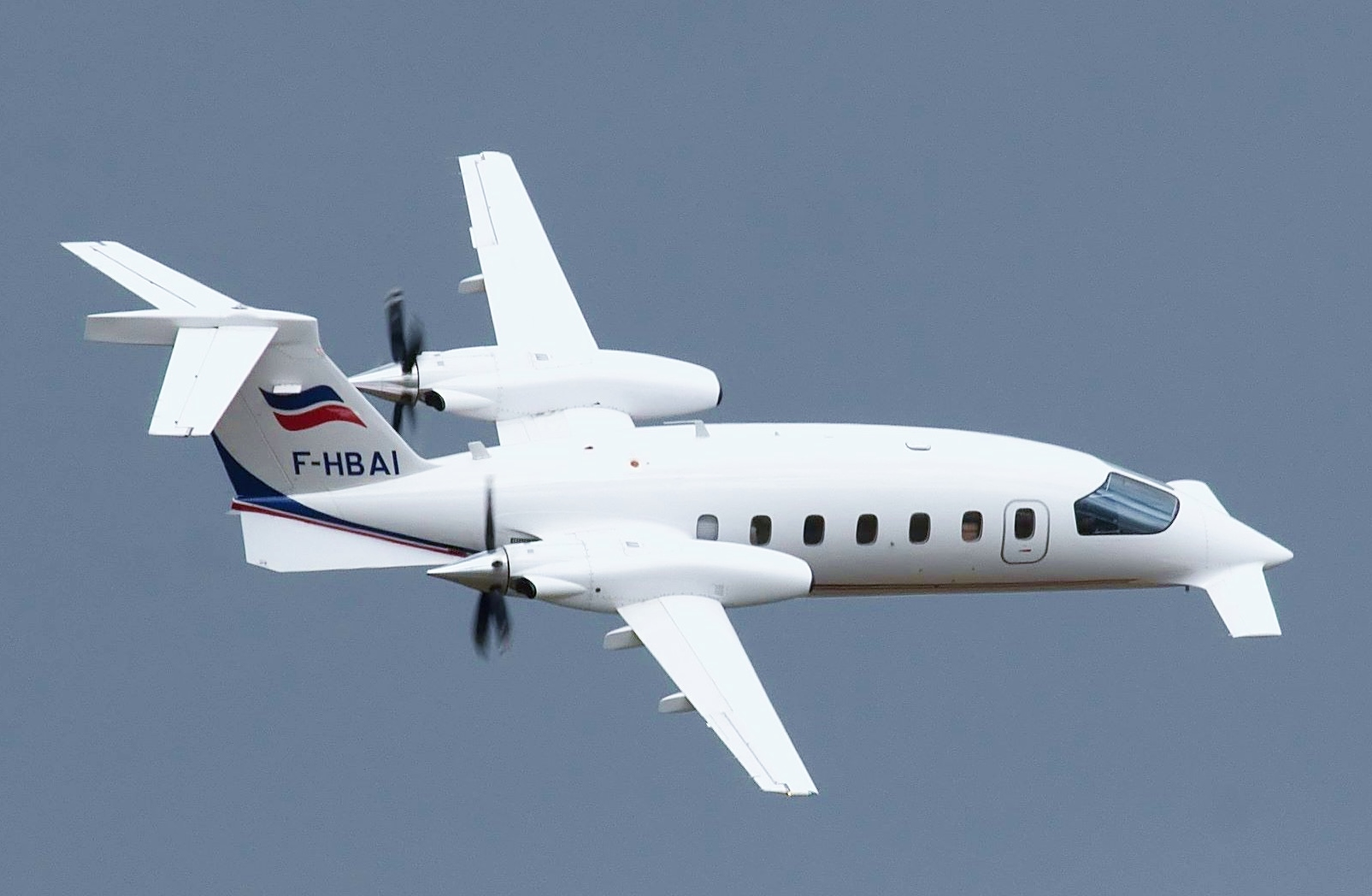
Un Piaggio P.180 Avanti mostrando sus tres superficies de sustentación

Un avión de tres superficies o, a veces, avión de tres superficies de sustentación tiene un plano delantero, un ala central y un plano de cola. La superficie del ala central siempre proporciona sustentación y suele ser la más grande, mientras que las funciones de los planos delantero y trasero pueden variar según el tipo y pueden incluir sustentación, control y/o estabilidad.
En los aviones civiles, la configuración de tres superficies puede utilizarse para proporcionar características de pérdida seguras y un rendimiento de despegue y aterrizaje cortos (STOL). También se afirma que permite minimizar la superficie total del ala, reduciendo la resistencia aerodinámica que conlleva. En los aviones de combate, esta configuración también puede utilizarse para mejorar la maniobrabilidad tanto antes como después de la pérdida, a menudo en combinación con el empuje vectorial.

## Historia
Una de las primeras denominaciones utilizadas en 1911 fue sistema de tres planos. Los diseños de Fernic de la década de 1920 se denominaban «tándem». Aunque efectivamente hay dos superficies alares de sustentación en tándem, el estabilizador horizontal forma una tercera superficie horizontal.

### Experimentos pioneros

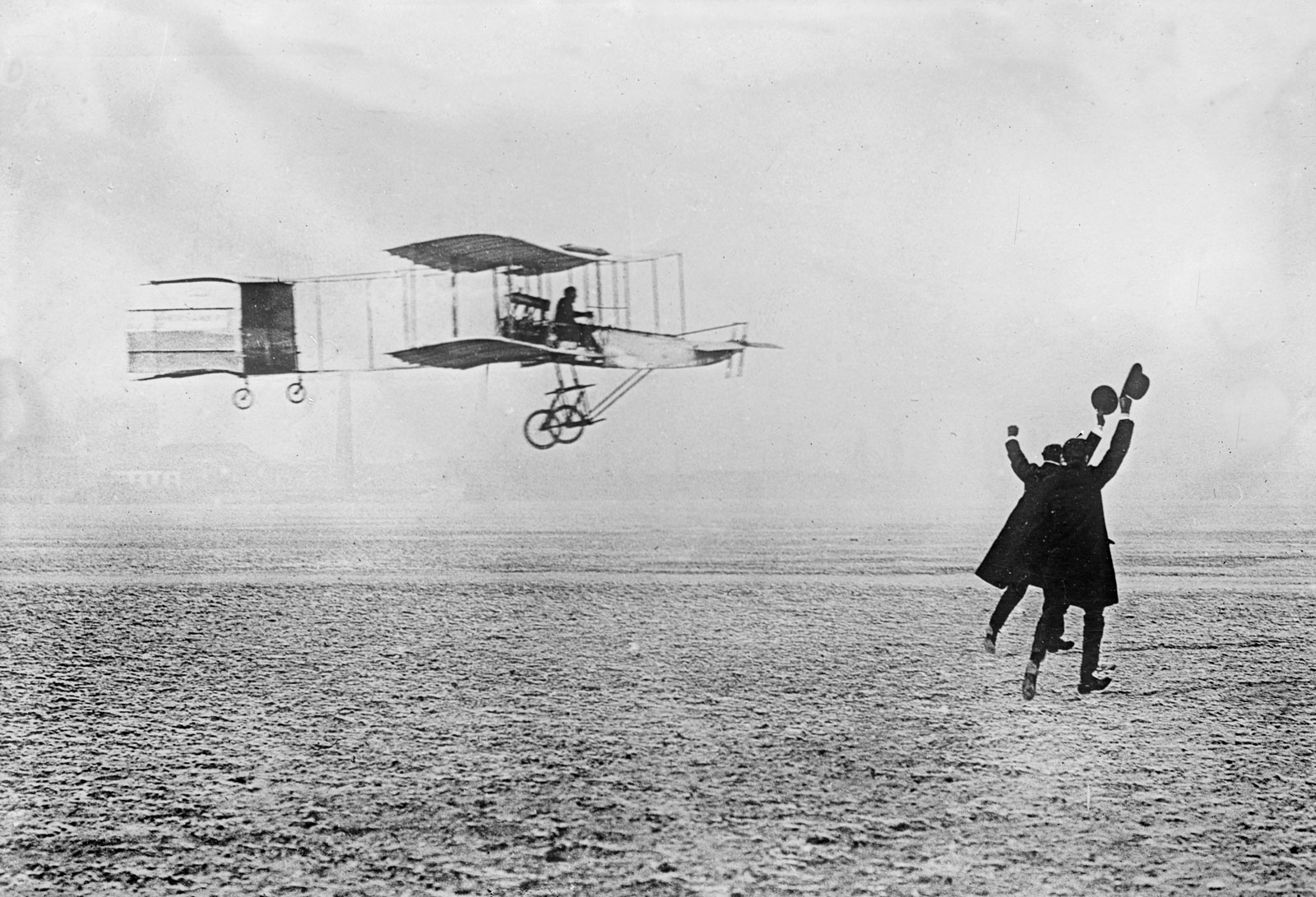
1908 Voisin-Farman I

Durante los años pioneros de la aviación, se volaron varios aviones con superficies auxiliares tanto en la parte delantera como en la trasera. La cuestión del control frente a la estabilidad no se comprendía bien y, por lo general, el control del cabeceo se realizaba en la superficie delantera, mientras que la superficie trasera también se elevaba, lo que provocaba inestabilidad en el cabeceo. El Kress Drachenflieger de 1901 y el triplano Dufaux de 1908 no tenían potencia suficiente para despegar. Entre los modelos más exitosos se encuentran el Voisin-Farman I (1907) y el Curtiss No. 1 (1909). Los hermanos Wright también experimentaron con el diseño básico del Flyer en un esfuerzo por obtener tanto controlabilidad como estabilidad, volándolo en varias ocasiones primero con configuración canard, luego con tres superficies y finalmente con una configuración convencional.  Al estallar la Primera Guerra Mundial en 1914, el ala principal con una superficie de cola trasera más pequeña se había convertido en la configuración convencional y pocos tipos de tres superficies volarían durante muchos años. El Fokker V.8 de 1917 y el Caproni Ca.60 Noviplano de 1921 fueron ambos un fracaso.

### Pérdida suave y STOL

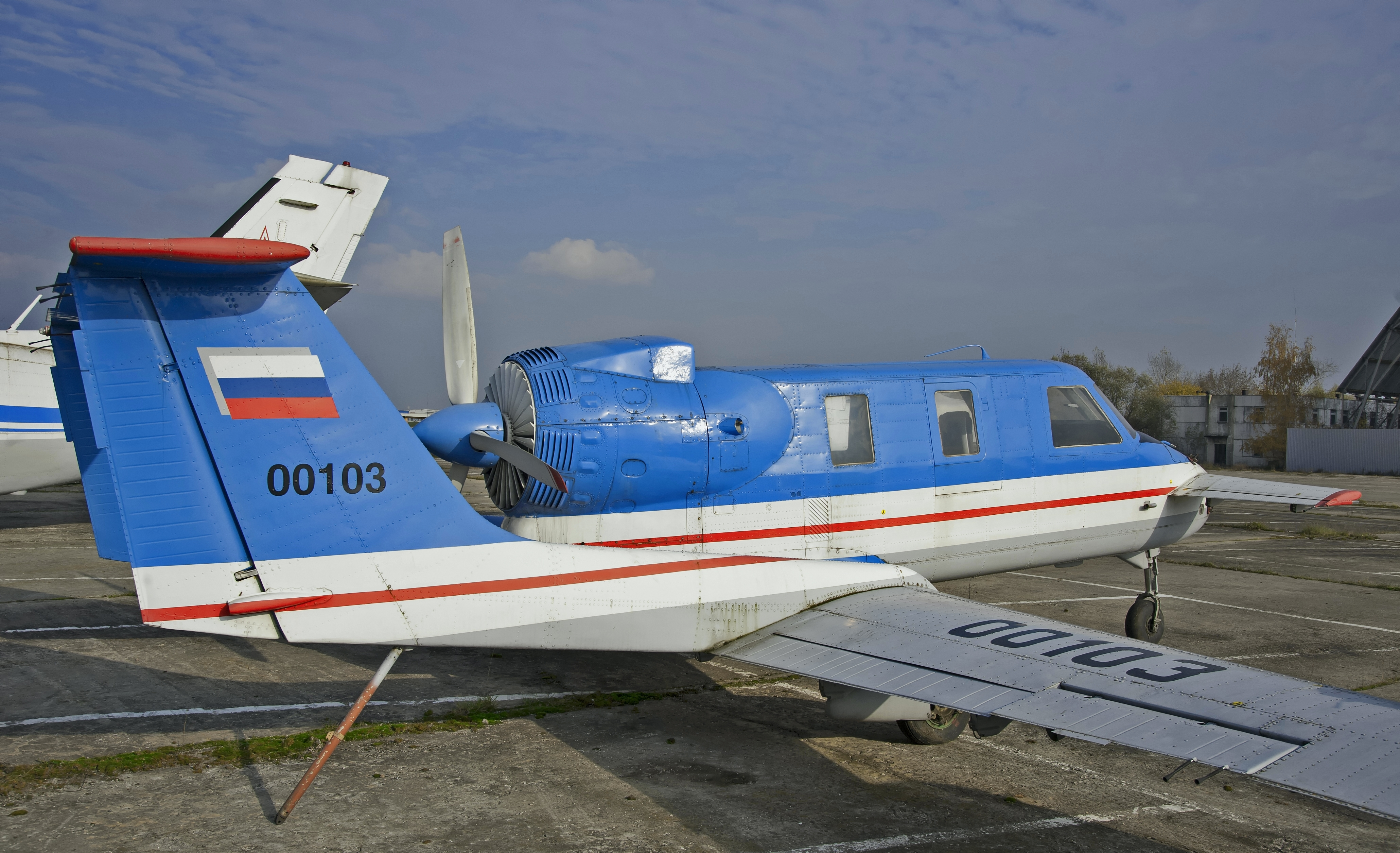
Molniya-1

En la década de 1920, George Fernic desarrolló la idea de dos superficies de sustentación en tándem, junto con un estabilizador convencional. El pequeño plano delantero estaba muy cargado y, a medida que aumentaba el ángulo de ataque, estaba diseñado para entrar primero en pérdida, lo que provocaba que el morro descendiera y permitía que la aeronave se recuperara de forma segura sin que el ala principal entrara en pérdida. Esta pérdida «suave» proporciona un nivel de seguridad en la pérdida que no suele estar presente en los diseños convencionales. El Fernic T-9, un monoplano de tres superficies, voló en 1929. Fernic murió en un accidente mientras pilotaba su sucesor, el FT-10 Cruisaire.
Es posible lograr un estancamiento tan suave con un diseño puro de canard, pero entonces es difícil controlar el cabeceo y pueden producirse oscilaciones a medida que el plano delantero levanta repetidamente el morro, se estanca y se recupera. Además, hay que tener cuidado en el diseño para que la estela turbulenta del plano delantero en pérdida no perturbe por sí misma el flujo de aire sobre el ala principal lo suficiente como para provocar una pérdida significativa de sustentación y anular el momento de cabeceo hacia abajo. En el diseño de tres superficies, la tercera superficie, la cola, no entra en pérdida y proporciona una mejor controlabilidad.
En la década de 1950, James Robertson desarrolló su Skyshark experimental. Se trataba de un diseño bastante convencional, pero con una serie de características que incluían un pequeño plano delantero tipo canard, destinado a proporcionar no solo un estancamiento seguro, sino también un buen rendimiento en despegue y aterrizaje cortos (STOL). El plano delantero permitía alcanzar el rendimiento STOL sin los altos ángulos de ataque y los peligros de estancamiento que conllevaban los diseños STOL convencionales. El avión fue evaluado por el Ejército de los Estados Unidos.  El sistema de Robertson se comercializó como el Wren 460, un avión ligero Cessna modificado. Este, a su vez, fue licenciado y producido durante la década de 1980 como el Peterson 260SE y, con la modificación del plano delantero, solo como el 230SE. En 2006 entró en producción una variante reforzada, el Peterson Katmai. El Eagle-XTS de 1988 adopta un enfoque muy similar y sus derivados, la serie Eagle 150.

### Maniobrabilidad más allá de la pérdida

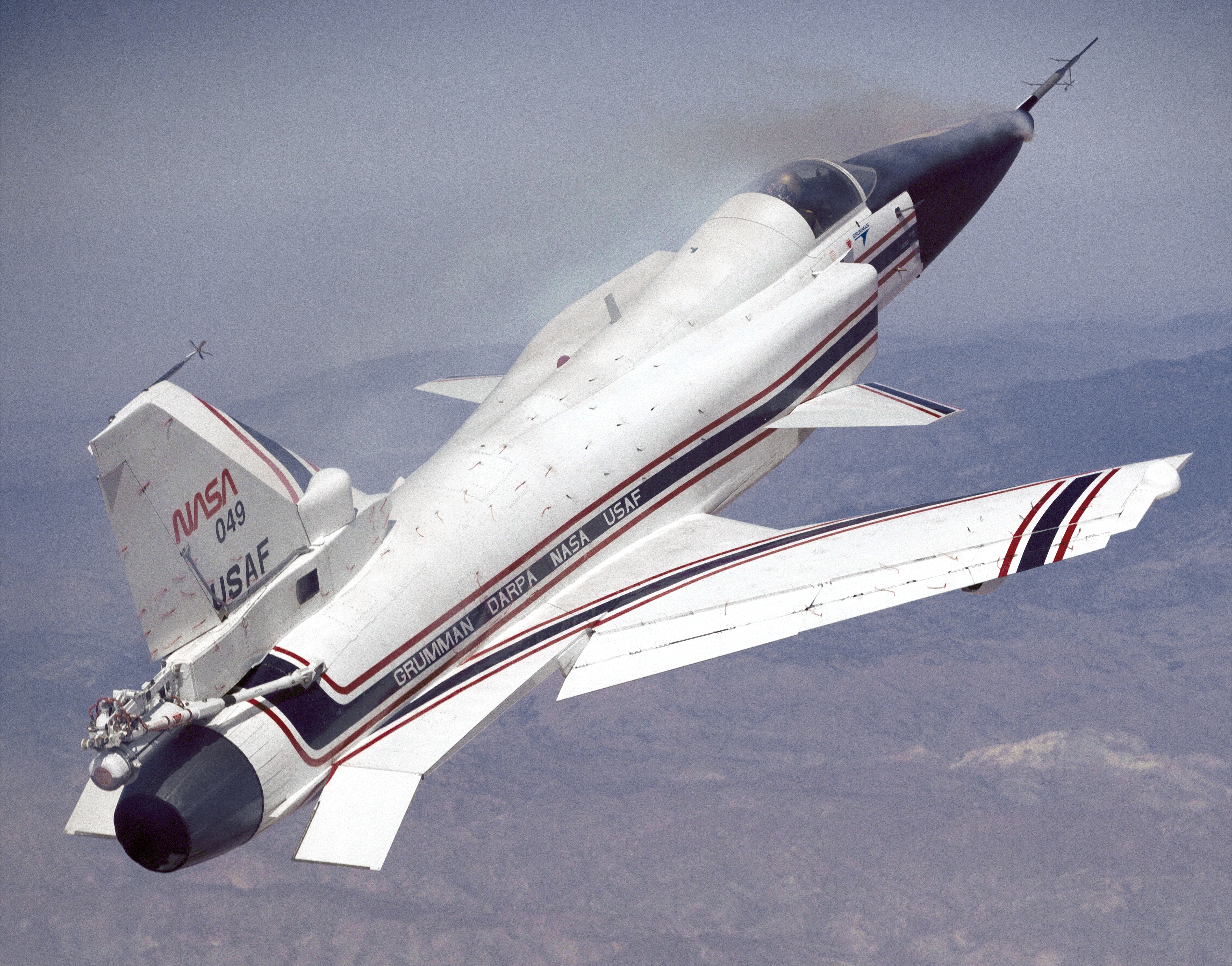
Grumman X-29, alerones traseros desviados

Alrededor de 1979, los diseñadores de aviones militares comenzaron a estudiar configuraciones de tres superficies como una forma de proporcionar una mayor maniobrabilidad y control, especialmente a bajas velocidades y ángulos de ataque elevados, como durante el despegue y el combate.  En Estados Unidos, el experimental Grumman X-29 voló en 1984 y un McDonnell Douglas F-15 modificado, el F-15 STOL/MTD, en 1988, pero estos diseños no tuvieron continuidad. En la Unión Soviética voló en 1985 un Sukhoi Su-27 modificado con planos delanteros canard y los derivados de este diseño se convirtieron en los únicos tipos militares de tres superficies que entraron en producción.

### Superficie mínima del ala

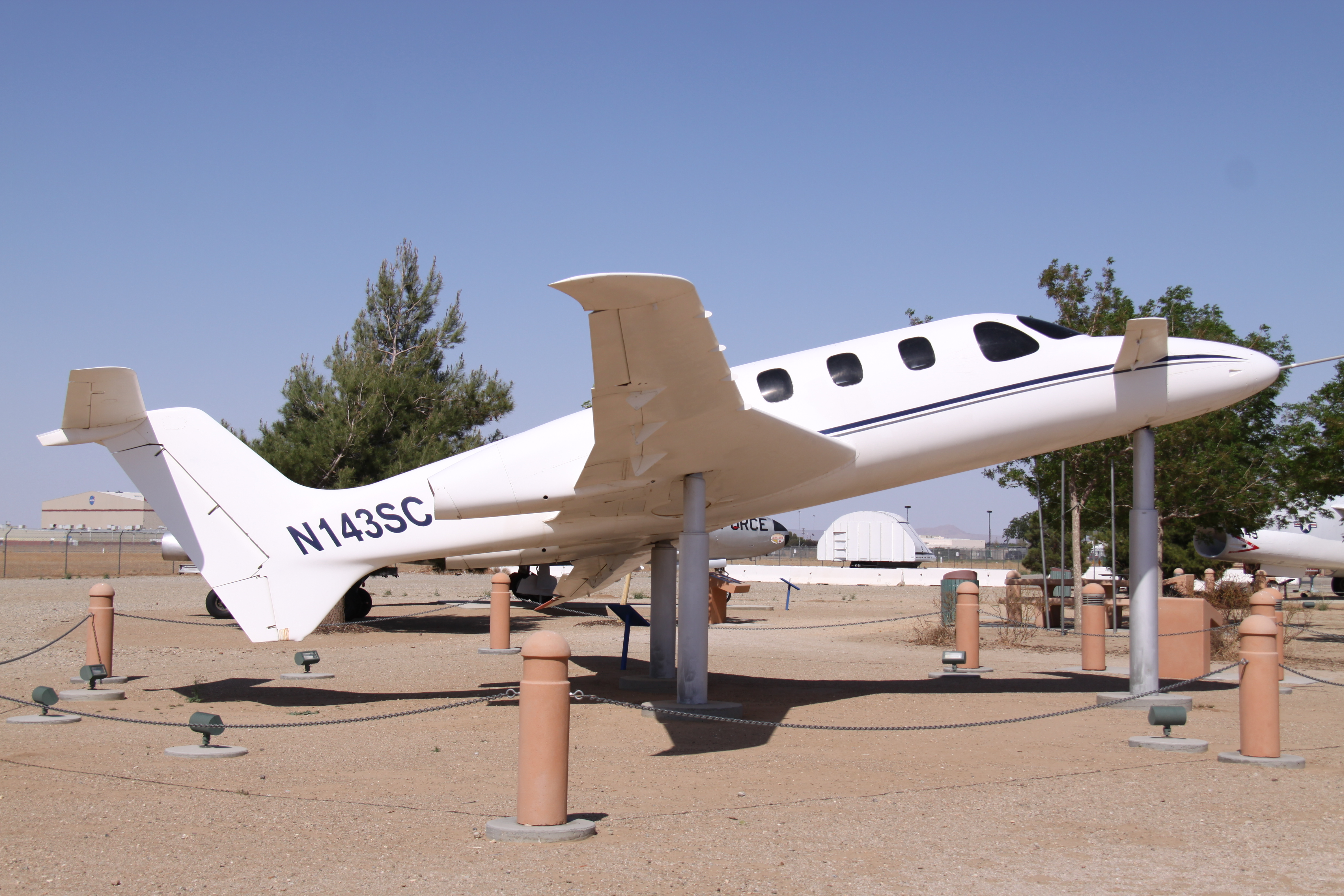
Scaled Composites Triumph

También en 1979, Piaggio comenzó los estudios de diseño de un turbohélice civil de tres superficies que, en colaboración con Learjet, daría lugar al Piaggio P.180 Avanti. Este modelo voló por primera vez en 1986 y entró en servicio en 1990, y su producción continúa en la actualidad. En el Avanti, se afirma que la configuración de tres superficies reduce significativamente el tamaño, el peso y la resistencia de las alas en comparación con el equivalente convencional. 
Posteriormente, Scaled Composites construyó dos aviones experimentales con esta configuración bajo la dirección de Burt Rutan, que volaron en 1988. El Triumph era un avión jet muy ligero con dos turbofanes diseñado para Beechcraft. Las pruebas de vuelo validaron el rango de rendimiento previsto.  El Catbird era un avión monomotor propulsado por hélice, concebido por Rutan como sustituto del Beechcraft Bonanza. Tiene el récord mundial de velocidad en circuito cerrado de 5000 km (3106,9 mi) sin carga útil de 334,44 km/h (207,8 mph), establecido en 2014.

## Lista de aeronaves de tres superficies
| Aceair AERIKS 200                      | Suiza           | Hélice  | Privado                         | 2002       | Prototipo  |   | Diseñado como kit de construcción casera.                                                          |
| Curtiss/AEA June Bug                   | EE. UU.         | Hélice  | Experimental                    | 1908       | Prototipo  |   | |
| Caproni Ca.60 Noviplano                | Italia          | Hélice  | Transporte                      | 1921       | Prototipo  |   | Tres pilas triplanas, con un total de nueve alas. Hidroavión.                                      |
| Curtiss No. 1                          | EE. UU.         | Hélice  | Experimental                    | 1909       | Prototipo  |   | También conocido como Curtiss Gold Bug o Curtiss Golden Flyer.                                     |
| de la Farge Pulga                      | Argentina       | Hélice  | Privado                         | circa 1990 |            |   | Modificado Flying Flea                                                                             |
| Dufaux                                 | Suiza           | Hélice  | Experimental                    | 1908       | Prototipo  |   | Primer avión suizo en volar.                                                                       |
| Eagle-XTS                              | Australia       | Hélice  | Privado                         | 1988       |            |   | |
| Eagle Aircraft Eagle 150               | Australia       | Hélice  | Privado                         | 1997       |            |   | |
| Monoplano de tres alas Farman          | Francia         | Hélice  | Experimental                    | 1908       | Prototipo  |   | [ 14 ]                                                                                             |
| Fernic T-9                             | EE. UU.         | Hélice  | Privado                         | 1929       |            |   | |
| Fernic-Cruisaire FT-10                 | EE. UU.         | Hélice  | Privado                         | 1930       |            |   | [ 15 ] [ 16 ]                                                                                      |
| Fokker V.8                             | Alemania        | Hélice  | Experimental                    | 1917       | Prototipo  |   | |
| Grumman X-29                           | EE. UU.         | Reactor | Experimental                    | 1984       | Prototipo  |   | Ala en flecha hacia delante con plano delantero canard y alerones en el fuselaje.                  |
| Herring-Burgess                        | EE. UU.         | Hélice  |                                 | 1910       |            |   | Biplano.                                                                                           |
| Kress Drachenflieger                   | Austria-Hungría | Hélice  | Experimental                    | 1901       | Prototipo  |   | No logró volar: el motor carecía de potencia suficiente para despegar.                             |
| McDonnell Douglas F-15 STOL/MTD        | EE. UU.         | Reactor | Experimental                    | 1988       | Prototipo  |   | Demostrador tecnológico de maniobrabilidad mejorada, incluyendo el uso de vectorización de empuje. |
| Mikoyan-Gurevich Ye-8                  | Unión Soviética | Reactor | Experimental                    | 1962       | Prototipo  |   | |
| Miller-Bohannon JM-2 Pushy Galore      | EE. UU.         | Hélice  | Privado                         | 1989       | Operativo  | 1 | Avión de carreras con configuración de empuje                                                      |
| NPO Molniya 1                          | Rusia           |         | Transporte                      | 1992       |            |   | |
| Peterson 260SE y 230SE                 | EE. UU.         | Hélice  | Privado                         | 1986       |            |   | |
| Peterson Katmai                        | EE. UU.         | Hélice  | Privado                         |            |            |   | |
| Piaggio P.180 Avanti                   | Italia          | Hélice  | Transporte                      | 1986       | Producción |   | |
| Robertson Skyshark                     | EE. UU.         | Hélice  | Privado                         |            |            |   | |
| Rutan Scaled Model 120 «Predator»      | EE. UU.         | Hélice  | Experimental                    | 1984       | Prototipo  |   | [ 19 ]                                                                                             |
| Scaled Composites ATTT (modelo 133)    | EE. UU.         | Hélice  | Experimental                    | 1987       | Prototipo  |   | [ 20 ]                                                                                             |
| Scaled Composites Triumph (modelo 143) | EE. UU.         | Jet     | Experimental                    | 1988       | Prototipo  |   | |
| Scaled Composites Catbird (modelo 181) | EE. UU.         | Hélice  | Experimental                    | 1988       | Prototipo  |   | |
| Shenyang J-15                          | China           | Jet     | Combate de alta maniobrabilidad | 2009       |            |   | |
| Short No.1 biplane                     | Reino Unido     | Hélice  | Experimental                    | 1910       | Prototipo  |   | No ha volado.                                                                                      |
| Sukhoi Su-27M                          | Unión Soviética | Jet     | Combate de alta maniobrabilidad |            |            |   | Algunos ejemplares equipados con un plano delantero además del plano de cola estándar.             |
| Sukhoi Su-30 MKI                       | India           | Jet     | Caza                            | 1989       | Producción |   | Variante fabricada bajo licencia del Sukhoi Su-30                                                  |
| Sukhoi Su-33                           | Unión Soviética | Jet     | Caza                            | 1987       | Producción |   | |
| Sukhoi Su-34                           | Rusia           | Jet     | Ataque                          | 1990       | Producción |   | |
| Sukhoi Su-37                           | Rusia           | Jet     | Caza                            | 1996       | Prototipo  |   | |
| Sukhoi Su-47                           | Rusia           | Jet     | Experimental                    | 1997       | Prototipo  |   | El ala principal está inclinada hacia delante.                                                     |
| Voisin-Farman I                        | Francia         | Hélice  | Experimental                    | 1907       |            |   | |
| Wren 460                               | EE. UU.         | Hélice  | Privado                         | 1963       |            |   | |
| Wright Modelo A (modificado)           | EE. UU.         | Hélice  | Experimental                    | 1909       |            |   | [ 3 ]                                                                                              |